# 1912년 하계 올림픽 다이빙 남자 3m 스프링보드
1912년 하계 올림픽 남자 3미터 스프링보드 (스프링보드 다이빙)는 1912년 하계 올림픽 다이빙 종목의 4개 세부종목 중 하나로, 1912년 7월 8일 월요일과 1912년 7월 9일 화요일 이틀에 걸쳐 경기가 치러졌다. 총 7개국 18명 선수가 참가하였다.

## 경기 진행
스프링보드 종목은 실제로는 3m 보드와 1m 보드를 번갈아 사용해가며 경기가 진행되었다. 각 선수는 우선 1m 보드에서 러닝 플레인 다이빙과 전방 공중제비 다이빙을, 3m 보드에서 스탠딩 플레인 다이빙과 러닝 플레인 다이빙, 그리고 선수가 선택한 방식의 다이빙 3회를 선보였다. 심사위원단은 총 5명이었으며 각 선수마다 '포인트'와 '점수'를 부여하였는데 여기서 포인트는 해당 선수의 순위를 매긴 것으로 5인의 포인트를 합산하여 총 포인트를 집계하였다. '점수'는 오늘날의 다이빙 종목에서 채택한 채점방식과 동일했다.

### 예선전
예선전에서는 각 조마다 '포인트'가 가장 낮은 선수 2명이 결승에 진출하고, 모든 조에서 '점수'가 가장 높은 선수 2명이 추가로 진출하는 방식으로 치러졌다. 순위 포인트 자체를 결승 진출의 기준으로 삼지는 않았다.

#### 1조
| 순위 | 선수              | 국가   | 포인트 | 점수  |
| ---- | ----------------- | ------ | ------ | ----- |
| 1    | 쿠르트 베렌스     | 독일   | 6      | 80.14 |
| 2    | 파울 귄터         | 독일   | 9      | 78.14 |
| 3    | 아서 매칼리넌     | 미국   | 15     | 68.02 |
| 4    | 에른스트 브란스텐 | 스웨덴 | 20     | 65.02 |
| 5    | 스벤 뉠룬드       | 스웨덴 | 28     | 62.60 |
| 6    | 에스킬 브로드     | 스웨덴 | 29     | 62.60 |
| 7    | 오스카르 베첼     | 핀란드 | 33     | 58.70 |

#### 2조
| 순위 | 선수              | 국가     | 포인트 | 점수  |
| ---- | ----------------- | -------- | ------ | ----- |
| 1    | 욘 얀손           | 스웨덴   | 5      | 77.77 |
| 2    | 알베르트 취르너   | 독일     | 10     | 74.64 |
| 3    | 에른스트 에클룬드 | 스웨덴   | 16     | 53.02 |
| 4    | 카를로 본판티     | 이탈리아 | 19     | 46.81 |

#### 3조
| 순위 | 선수                    | 국가   | 포인트 | 점수  |
| ---- | ----------------------- | ------ | ------ | ----- |
| 1    | 한스 루버               | 독일   | 6      | 77.50 |
| 2    | 로버트 지머만           | 캐나다 | 11     | 76.60 |
| 3    | 조지 가이드지크         | 미국   | 16     | 74.03 |
| 4    | 허버트 포트             | 영국   | 17     | 73.94 |
| 5    | 에른프리드 아펠크비스트 | 스웨덴 | 25     | 62.61 |
| 6    | 악셀 룬스트룀           | 스웨덴 | 30     | 58.42 |
| 7    | 에리크 셰데르           | 스웨덴 | 35     | 53.56 |

### 결승전
결승전에서는 순위 포인트의 총합을 기준으로 최종순위가 결정되었으며 다이빙 점수는 동점자 순위결정에 한하여 사용되었다.
| 순위 | 선수            | 국가   | 포인트 | 점수  |
| ---- | --------------- | ------ | ------ | ----- |
| 1    | 파울 귄터       | 독일   | 6      | 79.23 |
| 2    | 한스 루버       | 독일   | 9      | 76.78 |
| 3    | 쿠르트 베렌스   | 독일   | 22     | 73.73 |
| 4    | 알베르트 취르너 | 독일   | 23     | 73.33 |
| 5    | 로버트 지머만   | 캐나다 | 24     | 72.54 |
| 6    | 허버트 포트     | 영국   | 28     | 71.45 |
| 7    | 욘 얀손         | 스웨덴 | 32     | 69.64 |
| 8    | 조지 가이드지크 | 미국   | 36     | 68.01 |